# Żebbuġ (Gozo)
Żebbuġ es una villa ubicada en la costa noroeste de la isla de Gozo, en Malta. Tiene una población estimada, a fines de 2019, de 2.581 habitantes.
Desde el punto de vista administrativo constituye un concejo local (municipio).